# Filosofskeppen
Filosofskeppen var de två fartyg, Oberbürgermeister Haken och Preussen, som användes för att från det då kommunistiskt styrde Ryssland utvisa över 160 ryska intellektuella, filosofer och akademiker samt deras närmaste familjer från Sovjetunionen till Tyskland under perioden september-november 1922. 

## Upptakten
Deportationerna skedde på uppmaning av Lenin i ett brev till Feliks Dzerzjinskij, ledaren för GPU. Denne tillsatte två kommissioner genom Politbyrån, en för att sammanställa listan på professorer, den andra tog hand om studenter. Den 16 och 17 augusti genomfördes de flesta gripandena i Moskva, Petrograd, Kiev och andra större städer. När Sovjet ansökte om kollektivt visum för de gripna protesterade kansler Wirt och påtalade att Tyskland inte var Sibirien och att Sovjet inte kunde skicka ryssar i exil hur som helst. Däremot om forskarna och författarna ansökte individuellt ville Tyskland gärna visa sin gästfrihet. 
Några intellektuella blev därefter släppta och delegater utsågs för att vara behjälpliga med att ansöka om visum, boka hytter och avgöra hur många skrifter och böcker de skulle få ta med sig.

## Genomförandet
Det första skeppet, Oberburgermeister Haken, lämnade Sovjetunionen den 28 september och skeppet Preussen den 16 november. Senare i november grundades Russian Academy of Philosophy and Religion i Berlin och i februari 1923 Ryska vetenskapsinstitutet. Pitirim Sorokin var ett undantag då han åkte till Harvard och grundade sociologiinstitutionen 1930. Även andra blev lärare vid västskolor.
Politbyråns lista har aldrig publicerats och FSB vägrar uppge när och om de någonsin kommer att avklassificeras. Den ryske filosofen Sergej Choruzjij drar slutsatsen att minst 77 intellektuella blev utvisade tillsammans med sina familjer. 23 av dessa var ekonomer, 13 filosofer, sociologer och jurister, 13 tekniker och ett mindre antal läkare, historiker, journalister och författare. 
Filosofskepp var också benämningen på ett passagerarfartyg som fraktade deltagare i den 21 internationella filosofikongressen i Istanbul 2003 hem till Ryssland. Symbolvärdet var att de ryska filosoferna återvände hem.

## Lista över utvisade (bland annat)

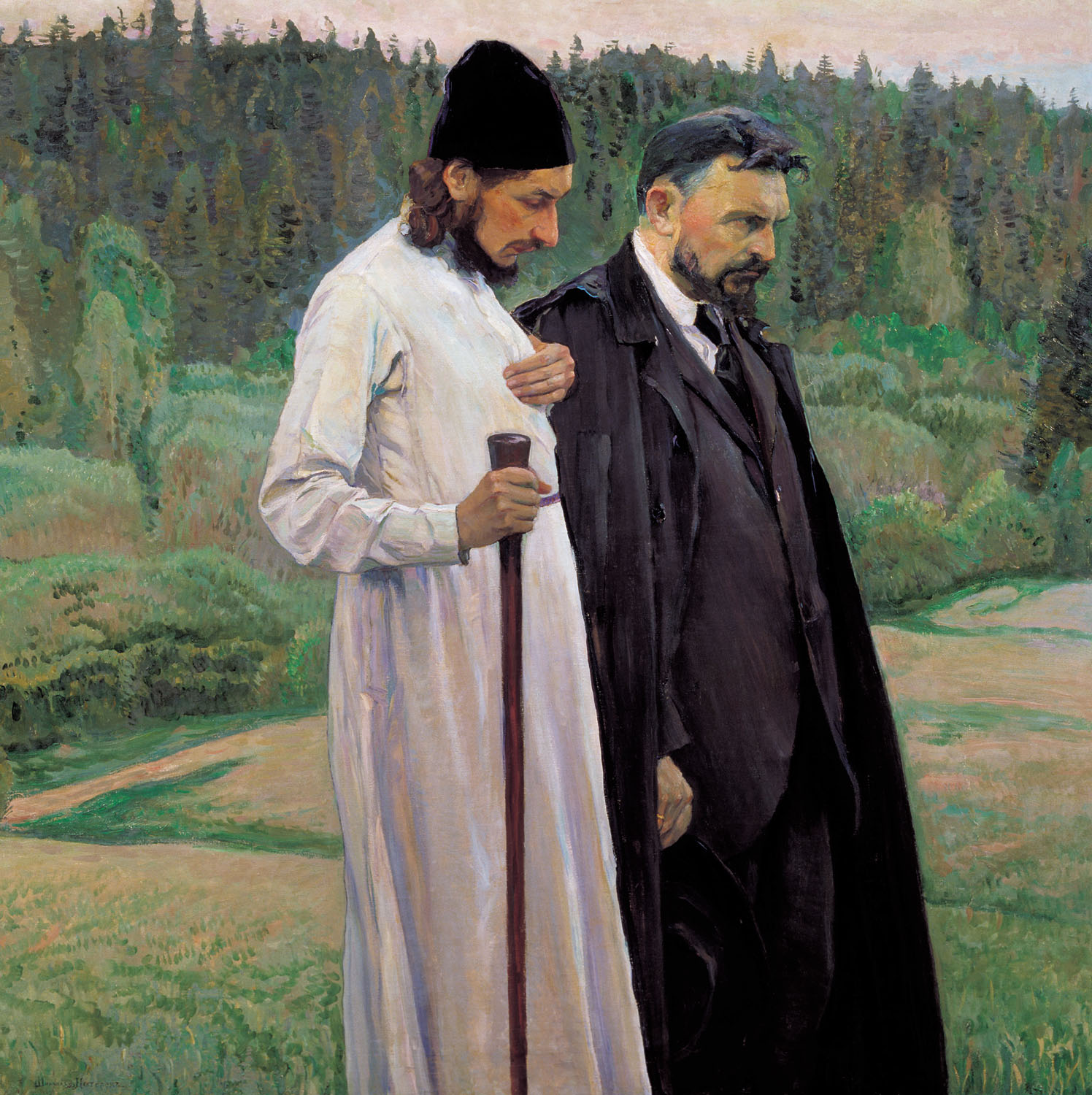
Sergej Bulgakov (t.h.), en av de utvisade akademikerna, här med Pavel Florenskij i en måning av	Michail Nesterov Filosoferna.

- Nikolaj Berdjajev - religions- och politisk filosof
- Nikolaj Losskij - filosof inom idealism, intuitionism, personalism, etik och intuitivism
- Sergej Bulgakov - teolog, filosof och ekonom
- Ivan Ilin    - politisk filosof
- Semjon L. Frank - religionsfilosof
- Fjodor Stepun -
- Julij Aichenvald
- Boris Brutskus
- Josif Matusevitj - konstnär och journalist
- Vladimir Rozenberg - journalist, politisk aktivist
- Viktor Iretskij
- Vladimir Izgoev
- Abram Kagan
- Boris Khariton
- Leonid Pumpjanskij
- Nikolaj Volkovyskij
- Prince Serge Troubetzkoy